# William E. Spicer
William Edward Spicer (* 7. September 1929 in  Baton Rouge; † 6. Juni 2004 in London) war ein US-amerikanischer Physiker und Hochschullehrer an der Stanford University. Er ist besonders für Photoelektronenspektroskopie von Festkörpern und deren Oberflächen bekannt und allgemein für das Studium von Photoemission.
Spicer studierte Physik am College William and Mary mit Bachelorabschluss 1949, am Massachusetts Institute of Technology (mit erneutem Bachelorabschluss 1951) und an der University of Missouri, an der er 1953 seinen Master-Abschluss erhielt und 1955 promoviert wurde. 1955 bis 1962 war er an den RCA-Forschungslaboratorien, wo seine Untersuchung der physikalischen Grundlagen von Photokathoden von Bedeutung für Fernsehkameras und die Entwicklung von Restlichtverstärkern (Nachtsichtgeräten) war. 1962 wurde er Professor an der Stanford-Universität in der Fakultät für Elektrotechnik, wo er ein Festkörperphysik-Programm aufbaute. Er war auch in der Fakultät für Materialwissenschaften und Angewandten Physik tätig. 1978 wurde er Stanford W. Ascherman Professor of Engineering. 1992 wurde er emeritiert, blieb aber weiter wissenschaftlich aktiv. Er starb an einem Herzanfall im Urlaub in London.
Er war Mitgründer des Stanford Synchrotron Radiation Laboratory (SSRL) am SLAC (mit Sebastian Doniach, Herman Winick, Ingolf Lindau), nachdem er den SLAC-Direktor Wolfgang Panofsky überzeugt hatte, und er wandte Synchrotronstrahlung auf die Erforschung der elektronischen Struktur von Festkörpern an. Seine Forschungen und Erfindungen führten auch zu verbesserten Nachtsichtgeräten und medizinischen Anwendungen. Als Berater von Varian entwickelte er einen verbesserter Bildverstärker für Röntgenaufnahmen, der vielfach zur Anwendung kam und es erstmals ermöglichte, auch Objekte wie Nierensteine in Röntgenbildern sichtbar zu machen. Er ermöglichte auch Echtzeitaufnahmen zum Beispiel von Blutgefäßen bei Bypass-Operationen. Er war auch in Stanford als geduldiger und engagierter Mentor von Studenten bekannt, nachdem er selbst in seiner Jugend an Sprachstörungen und Lesestörung litt.
1980 erhielt er mit Dean E. Eastman den Oliver E. Buckley Condensed Matter Prize für die effektive Entwicklung und Anwendung der Photoelektronen-Spektroskopie als unverzichtbares Werkzeug für das Studium der Elektronenstruktur von Festkörpern im Volumen und auf Oberflächen (Laudatio). Von ihm stammen über 700 wissenschaftliche Veröffentlichungen. Er war Mitglied der American Association for the Advancement of Science und Fellow der American Physical Society und des IEEE. 1984 erhielt er den Medard W. Welch Award der American Vacuum Society.